# 합천배티세일동굴
합천배티세일동굴(陜川배티세일洞窟)은 대한민국 경상남도 합천군 쌍책면, 대장교마을 은방산 중턱의 경상 누층군 진주층에 발달한 동굴이다. 1983년 12월 20일 경상남도의 기념물 제70호로 지정되었다.

## 지질
합천배티셰일동굴은 중생대의 퇴적암 지층 경상 누층군 진주층 상에 발달되어 있다. 동굴 주변의 진주층은 회색 내지 암회색의 셰일 내지 셰일질 이암층이며 간혹 세립사암 내지 실트스톤이 엽층 내지 박층으로 협재한다. 또한 때때로 석회질암이 협재되고 셰일 내지 셰일질 이암층에서는 건열 구조가 발달한다. 이곳은 '셰일' 동굴로 명명되어 있지만 동굴이 형성된 부분은 석회질암 지층이 박층 내지 중간층 두께로 셰일과 교호하며 빈번하게 산출되는 구간이다. 이는 지하수에 의해 석회질암이 용식되고 석회질암과 교호하던 셰일층도 소실되어 동굴이 형성된 것임을 시사한다.

## 현지 안내문
합천 배티세일동굴은 사양리 대장교마을 은방산 중턱에 위치한다. 총 길이는 약 350m이며, 최대폭은 10m, 최대높이는 약 3.5m로 19개의 작은 가지가 달린 나무처럼 생겼다.
동굴 안에는 동굴폭포와 물웅덩이가 있고 벽에는 버섯 모양의 형성물이 희귀하게 자라나 있다. 또한 벽과 천장에는 막힌 구멍구조가 발달하여 석회동굴과는 큰 차이를 보여준다. 여름철에는 동굴 안의 온도 및 습도 변화와 동굴 밖의 공기가 들어옴에 따라 반복적으로 바람이 분다. 동굴 안에는 관박쥐 등의 생물이 살고 있으며, 사람의 뼈·오소리 앞니·닭뼈·토기 등이 발견되었다.
세계적으로 동굴의 종류는 석회동굴·용암동굴·역암동굴·사암동굴로 나눌 수 있는데, 세일동굴은 합천 배티세일동굴이 처음으로 발견되었다. 이는 세계적으로 매우 희귀하고 이변적이므로 자연사 연구에 귀중한 자료가 된다.

## 사진
합천 배티셰일동굴
- 합천배티셰일동굴
- 합천배티셰일동굴 내부
- 합천배티셰일동굴 부근 등산로에 드러난 진주층

## 같이 보기
- 합천군의 지질
- 진주층
- 한국의 지질

## 참고 문헌
- 이 문서에는 다음커뮤니케이션(현 카카오)에서 GFDL 또는 CC-SA 라이선스로 배포한 글로벌 세계대백과사전의 "《합천배티세일동굴》" 항목을 기초로 작성된 글이 포함되어 있습니다.

## 참고 자료
- 합천배티세일동굴 - 국가유산청 국가유산포털